# 비천상
비천상(飛天像)은 주로 벽화의 고분과 범종의 주물에 비천(飛天)을 표현한 상(像)이다. 비천은 부처가 설법을 행할 적에 여러 부처의 주위를 날아다니면서 부처를 예찬하는 존재이다. 사찰 범종의 각종 명칭 중에서, 종신부 표면에 당좌(타종 부분) 위치 높이에, 비천상이 마주보고 있는 주물로 나타내진다.